# Victor Scheppers
Pour les articles homonymes, voir Schepper.
Mgr Victor Scheppers, né le 25 avril 1802 à Malines et mort le 7 mars 1877 dans la même ville, est un prêtre catholique belge, fondateur de la congrégation des Frères de la Miséricorde de Malines, de celle des Sœur de Notre-Dame de Miséricorde et de l'Institut Scheppers (en). Il est déclaré vénérable par l'Église catholique romaine le 16 mars 1987.

## Biographie

### Famille et jeunesse
Victor Jean Baptiste Corneille Scheppers naît dans une famille de quatre enfants dont le père, Corneille-Jean-Joseph Scheppers (1768-1841), est propriétaire terrien et brasseur, échevin de Malines, membre des États provinciaux, puis conseiller provincial et député permanent de la province d'Anvers, membre de la députation permanente. Sa mère, Jeanne-Catherine Estrix (sœur du bourgmestre Jean-François-Xavier Estrix), meurt en 1813, sa sœur en 1815 et son frère en 1817. Il fait ses études à Malines, puis à Alost, et reprend la direction de la brasserie familiale.

### Prêtre et fondateur de congrégations
Il voyage à Paris et fait plusieurs  fois le pèlerinage à Montaigu, ce qui le décide à devenir prêtre. Il est ordonné en 1832 et célèbre sa première messe à la cathédrale Saint-Rombaut de Malines, dont il sera fait chanoine trois ans plus tard.
Très tôt sa vocation s'oriente vers la jeunesse délaissée. Grâce à son père, il ouvre plusieurs écoles des pauvres : dans la maison familiale In de Swaen sur la Grand-Place de Malines et, après sa mort (1841) dans la maison de campagne dont il hérite le long de la chaussée d'Anvers, le château Tivoli. Il donne des cours et ouvre un atelier professionnel gratuit, puis il organise une école du dimanche pour jeunes gens de 17-18 ans, rue des Béguines.
En 1838 les premiers postulants se présentent. Ce sont deux jeunes artisans. Le cardinal Sterckx l'aide à fonder sa congrégation en 1839, en effet la Belgique étant en pleine révolution industrielle, la jeunesse pauvre des villes est confrontée à l'alcoolisme, la prostitution, la délinquance et à la misère. Le chanoine Scheppers dirige son apostolat vers les prisons, en particulier les quartiers de mineurs d'âge, avec le soutien du ministère de la Justice. En 1851, il met sur pieds un internat à Malines. Il poursuit son engagement social et pédagogique et songe à regrouper encore plus de jeunes gens laïcs consacrés pour l'aider.

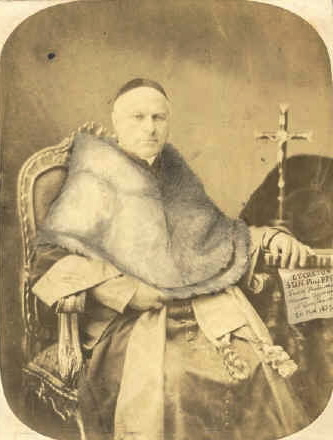
Victor Scheppers

Le cardinal Pecci l'appelle à Pérouse pour y ouvrir un établissement, et Mgr de Mérode le présente en 1854 à Pie IX qui l'encourage à s'établir dans les États pontificaux. Il lui confère le titre de prélat de Sa Sainteté en 1856. Bientôt la congrégation se répand en Angleterre, dans le Manitoba, en Espagne et aux Pays-Bas. Plus tard elle s'installe en Afrique.
Un petit groupe de frères obtient la permission spéciale d'accéder à la prêtrise en 1949, avec obligation de respecter l'esprit laïc de la congrégation. Après une période extrêmement difficile dans les années 1970-1990, la congrégation se maintient aujourd'hui dans dix-sept maisons en Belgique, en Italie, en Argentine, en Uruguay et au Burundi.

## Reconnaissance
Victor Scheppers a été déclaré vénérable de l'Église catholique romaine le 16 mars 1987.

## Source
- (de) Cet article est partiellement ou en totalité issu de l’article de Wikipédia en allemand intitulé « Victor Scheppers » (voir la liste des auteurs).